# فیلم جنایی

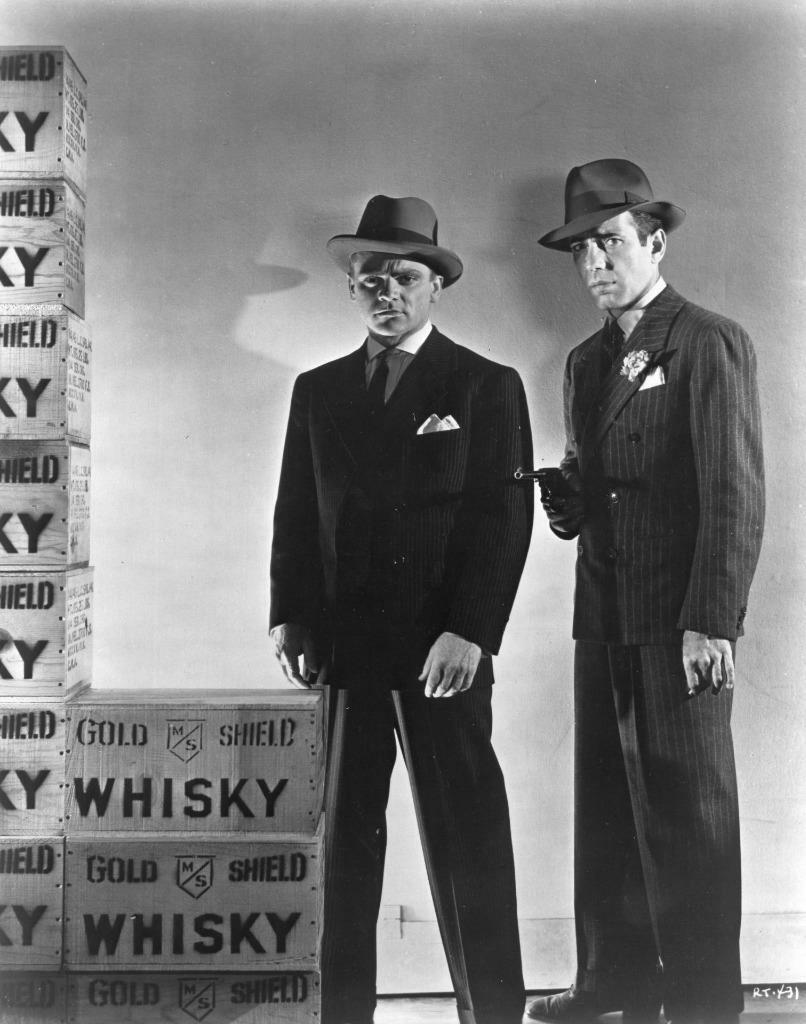
جیمز کاگنی و هامفری بوگارت در تبلیغات برای فیلم جنایتی دهه پرشور بیست (۱۹۳۹).

فیلم‌های جنایی (به انگلیسی: crime film)، ژانر فیلم سینمایی است که از ژانر ادبیِ داستان جنایی الهام گرفته و مشابه آن است. فیلمی که در آن جستجوی شخصیت اصلی فیلم، که معمولاً کارآگاه یا مأمور پلیس یا روزنامه‌نگار یا وکیل است، به افشای اسرار یک جنایت منتهی می‌شود. این فیلم‌ها به تاریخچه‌های واقعی جنایت‌ها، یا اقتباس از زندگی گنگستر ها و… می‌پردازند. اکثر این گونه فیلم‌ها درجهٔ سنیِ R (افراد زیر ۱۷ سال باید به همراه والدین یا یک بزرگتر از خود فیلم را تماشا کنند) گرفته‌اند.

## زیرگونه‌ها

### جنایی دلهره‌آور
این فیلم‌ها اکثراً با قالب اکشن آمیخته شده‌اند و جهت به هیجان آوردن تماشاگر مناسب تماشا هستند. مانند اکثر فیلم‌های دیوید فینچر (به‌طور مثال فیلم  هفت)

### جنایی ترسناک
این فیلم‌ها، فیلم‌هایی با داستان‌های جنایی هستند که با ژانر ترسناک (فراتر از دلهره آور) آمیخته شده‌اند. مانند سری فیلم‌های هانیبال که معروف‌ترین آنها سکوت بره‌هاست و سری فیلم‌های اره.

### نوآر
فیلم‌های جنایی که در دهه‌های ۱۹۴۰ تا ۱۹۷۰ را شامل می‌شدند. نمونه امروزی آن‌ها قسمت اول و دوم شهرگناه است.

### mob
این گونه فیلم‌های گنگستری اصیل هستند که نوعی دستگاه مافیا را شامل می‌شوند. بسیاری از آن‌ها جنبهٔ اقتباسی دارند. مانند آثار تحسین شده‌ای مثل: پدرخوانده، روزی روزگاری در آمریکا، جاده‌ای به سوی تباهی، داستان عامه پسند،رفتگان و دار و دسته‌های نیویورکی و بسیاری موارد دیگر اشاره کرد.

### جنایی حقیقی
این فیلم‌های براساس حوادث واقعی ساخته شده‌اند. مانند فیلم‌های رفقای خوب، بانی و کلاید وپاپیون ۱۹۷۳ (با بازی استیو مک کویین)

### دربارهٔ دزدی
فیلم‌هایی هستند که بر اساس حوادث قبل و بعد از سرقت‌های جنایی، خواه چه حقیقی و چه خیالی مانند فیلم‌های بعد از ظهر سگی، سگ‌های انباری، مخمصه ونفوذی تحت تعقیب.

### کارآگاهی
این فیلم‌ها که شخصیت نقش اول آن‌ها معمولاً کارآگاهان و پلیس‌هایی مشغول حل معما هستند. و اغلب اوقات تماشاگر با آن‌ها همراه می‌شوند. مثل فیلم محلهٔ چینی‌ها ساختهٔ رومن پولانسکی و مظنونین همیشگی ساختهٔ برایان سینگر.